# Aachquelle
De Aachquelle (of Aachtopf) is de waterrijkste karstbron van Duitsland in de buurt van Aach in de deelstaat Baden-Württemberg.
Het is de bron van de Radolfzeller Aach die 32 km verder bij Radolfzell in het Bodenmeer uitmondt.

## Debiet
Het gemiddeld debiet van de bron is 8590 l/s, maar is - zoals bij de meeste karstbronnen - zeer seizoensgevoelig: de uiterste waarden bedragen ongeveer 1300 en 24.000 l/s. Het water borrelt op uit een 18 m diep gat en vormt een vijver.

## Herkomst
Het water van deze bron stamt hoofdzakelijk uit de Donauversenkung, de bedding van de Donau tussen Immendingen en Möhringen en in de omgeving van Fridingen an der Donau waar het water van de rivier in de bodem wegsijpelt door karstwerking. Een derde van het water is uit andere ponoren afkomstig, zoals die bij Neuhausen ob Eck, of bij Heudorf im Hegau.
Vanaf de Donaubedding stroomt het water meer dan 11 km ondergronds met een snelheid van 195m/h door een grottencomplex naar de Aachbron.
Op de ongeveer 130 dagen per jaar dat het volledige Donaudebiet in de grond wegsijpelt, behoort de bovenloop van de Donau de facto tot het stroomgebied van de Rijn. Door verdere erosie van de kalksteen en instortingen in het grottencomplex is het te verwachten dat in de toekomst de bovenloop van de Donau volledig een zijrivier van de Rijn wordt.

## Omgeving
Nabij de oevers en in de bedding van de Aach zelf zijn nog meerdere kleine bronnen. De meest zuidelijke, waarvan bewezen is dat het om Donauwater gaat, is de Bleichequelle bij Singen. 
De waterkracht werd sinds de middeleeuwen tot de jaren 1950 door talrijke watermolens benut. Sinds 1936 wordt het water via een kanaal naar een elektriciteitscentrale gevoerd. Aangezien men zowel hier als aan de "Württembergse Donau" gebruikmaakte van het water was er meermalen onenigheid over het watergebruik. Zo werden bijvoorbeeld insijpelingsplaatsen dichtgemaakt of werd de Donau voor de insijpelingszone afgedamd.
Pas na de vorming van de deelstaat Baden-Württemberg werd een definitieve regeling van kracht.
De Aachquelle is ook een toeristische bestemming, vooral voor daguitstapjes.

## Onderzoek
Het vermoeden dat de Aachquelle in verbinding stond met de Donau werd voor het eerst geformuleerd in 1719 door F.W. Breuninger. Bewijs daarvan werd evenwel pas in 1877 geleverd: geoloog Adolf Knop van de Technische Hogeschool Karlsruhe voegde 10 kg natriumfluorescine, 20 ton zout en 1200 kg leisteenolie tegelijk toe aan het Donauwater; 60 uur later trof men in de Aachquelle groenoplichtend zout water met een duidelijke kreosootachtige smaak aan.
In 1886 werd de eerste poging ondernomen om in de bron af te dalen, de duikpoging strandde op 12 m diepte, waar een smalle doorgang met sterke stroming onoverkoombaar leek. In de jaren 1960 werd het onderzoek voortgezet door Jochen Hasenmayer die een hal met druipsteenresten vond, waaruit blijkt dat het vroeger om een "gewone" grot met lucht en een ondergrondse beek ging. Later intensiever onderzoek en opmetingen brachten aan het licht dat 500 m noordelijker de grot eindigt op de plaats van een grote instorting, die ook aan de oppervlakte als doline in het bos te herkennen is.